# Реджинальд Велджонсон
Реджинальд Велджонсон (англ. Reginald VelJohnson; 16 серпня 1952, Квінз, Нью-Йорк) — американський кіноактор. Відомий переважно завдяки ролям сержанта Ела Павелла у фільмах «Міцний горішок» та «Міцний горішок 2».

## Біографія
Реджинальд Вел Джонсон народився у Квінзі, Нью-Йорк. Після школи навчався у Нью-Йоркському університеті. На початку акторської кар'єри змінив ім'я з Реджинальд Вел Джонсон на Реджинальд Велджонсон.
1981 року отримав невелику роль у фільмі «Вовки», пізніше — у фільмах «Мисливці на привидів» і «Крокодил Данді».
Вирішальною для кар'єри Велджонсона стала роль сержанта Ела Павелла в бойовику 1988 року «Міцний горішок». Після неї він виконав роль детектива, одну з головних ролей у фільмі «Тернер і Гуч», а з 1989 року по 1998 рік виконував головну роль поліцейського у ситкомі «Сімейні справи». Знявся також у ролі Ела Павелла у продовженні фільму «Міцний горішок» — «Міцний горішок 2». Після завершення випусків «Сімейні справи» Реджинальд Велджонсон з'являвся на екранах у якості запрошеної зірки.

## Фільмографія
| Рік  | Назва                | Оригінальна назва                   | Примітки                   |
| ---- | -------------------- | ----------------------------------- | -------------------------- |
| 1981 | Вовки                | Wolfen                              | Мок'ю Еттендант            |
| 1984 | Мисливці на привидів | Ghostbusters                        | офіцер поліції             |
| 1985 |                      | Remo Williams: The Adventure Begins |                            |
| 1986 | Крокодил Данді       | Crocodile Dundee                    | Гас                        |
| 1988 |                      | Plain Clothes                       |                            |
| 1988 | Міцний горішок       | Die Hard                            | сержант Ел Павелл          |
| 1989 | Тернер і Гуч         | Turner & Hooch                      | детектив Девід Саттон      |
| 1990 | Міцний горішок 2     | Die Hard 2                          | сержант Ел Павелл          |
| 1993 |                      | Posse                               |                            |
| 2000 |                      | Ground Zero (2000 film)             |                            |
| 2002 | Як Майк              | Like Mike                           | містер Бойд                |
| 2005 |                      | Death to the Supermodels            |                            |
| 2007 |                      | Three Days to Vegas                 |                            |
| 2009 |                      | Steppin: The Movie                  |                            |
| 2010 | Знову ти             | You Again                           | Мейсон Данлеві             |
| 2012 |                      | Air Collision                       |                            |
| 2015 |                      | The Flight Before Christmas         |                            |
| 2018 |                      | Funny Story                         |                            |
| 2018 |                      | The Prayer Box                      |                            |
| 2019 | Месники: Завершення  | Avengers: Endgame                   | начальник пожежної бригади |
| 2020 |                      | The Very Excellent Mr. Dundee       |                            |